# Gwen, le livre de sable
Pour plus de détails, voir Fiche technique et Distribution.
Gwen, le livre de sable est le premier long métrage de Jean-François Laguionie. Ce dessin animé, peint à la gouache et réalisé par le studio La Fabrique, est sorti en France en 1985. L'histoire se déroule dans un univers de science-fiction post-apocalyptique désertique dont l'héroïne entreprend de percer les secrets.

## Synopsis
Une jeune fille, Gwen, a été adoptée par une tribu de nomades, dans un monde post-apocalyptique envahi par le sable. Dans ce désert, où ne subsistent que de rares animaux, une autruche, une gerboise ou un scorpion, une entité inconnue déverse parfois des flots d'objets, reproductions gigantesques de produits banals de notre monde (valises, téléphones, horloges...). Quand le jeune garçon avec lequel Gwen s'est liée d'amitié est enlevé par l'entité, Gwen part avec Roseline, une vieille dame, à sa recherche. Elle va rencontrer d'autres humains vivant dans les restes d'une civilisation éteinte.

## Fiche technique
- Réalisation : Jean-François Laguionie
- Scénario : Jean-Paul Gaspari et Jean-François Laguionie
- Montage : Hélène Arnal
- Bruitage : Jonathan Liebling
- Musique : Pierre Alrand
- Langue : français
- Format : Couleur - 35 mm
- Genre : animation
- Durée : 67 minutes
- Date de sortie : 
  - France : 6 février 1985

## Distribution
- Michel Robin : Roseline
- Lorella Di Cicco : Gwen
- Armand Babel : premier jumeau
- Raymond Jourdan : deuxième jumeau
- Saïd Amadis : un nomade

## Distinctions
- Prix de la critique au festival d'Annecy.
- Prix du long métrage au festival de Los Angeles.